# Testy dlja nastojasjjikh muzjtjin
Testy dlja nastojasjjikh muzjtjin (russisk: Тесты для настоящих мужчин) er en russisk spillefilm fra 1998 af Andrej Razenkov.

## Medvirkende
- Elvira Bolgova som Elvira
- Aleksej Serebrjakov som Aleksej
- Anna Kamenkova som Anna
- Vitalij Solomin
- Igor Vetrov